# Tmesisternus dubius
Tmesisternus dubius là một loài bọ cánh cứng trong họ Cerambycidae.